# ダン・レヴィン
ダニエル・S・レヴィン（Daniel S. Levine）は、アメリカ合衆国の映画プロデューサーである。『メッセージ』（2016年）の製作で知られ、ショーン・レヴィ、アーロン・ライダー、デヴィッド・リンドと共にアカデミー作品賞にノミネートされた。

## フィルモグラフィ
- ポリーmy love Along Came Polly (2004) 製作総指揮
- フリーダム・ライターズ Freedom Writers (2007) 製作総指揮
- エイリアン バスターズ The Watch (2012) 製作総指揮
- インターンシップ The Internship (2013) 製作総指揮
- アレクサンダーの、ヒドクて、ヒサンで、サイテー、サイアクな日 Alexander and the Terrible, Horrible, No Good, Very Bad Day (2014) 製作
- メッセージ Arrival (2016) 製作
- ウェディング・バトル アウトな男たち Why Him? (2016) 製作
- さようなら、コダクローム Kodachrome (2017) 製作
- ダーケスト・マインド The Darkest Minds (2018) 製作
- ロザライン Rosaline (2022) 製作

## 受賞とノミネート
| 賞               | 年     | 部門       | 対象       | 結果       |
| ---------------- | ------ | ---------- | ---------- | ---------- |
| アカデミー賞     | 2016年 | 作品賞     | メッセージ | ノミネート |
| 英国アカデミー賞 | 2016年 | 作品賞     | メッセージ | ノミネート |
| 全米製作者組合賞 | 2016年 | 劇場映画賞 | メッセージ | ノミネート |